# Broughton Poggs
Broughton Poggs är en ort i civil parish Filkins and Broughton Poggs, i distriktet West Oxfordshire, i grevskapet Oxfordshire, i England. Broughton Poggs var en civil parish fram till 1954 när blev den en del av Filkins and Broughton Poggs. Civil parish hade 63 invånare år 1951. Byn nämndes i Domedagsboken (Domesday Book) år 1086, och kallades då Brotone.